# 믈라카주

믈라카 주의 깃발

믈라카 주의 문장

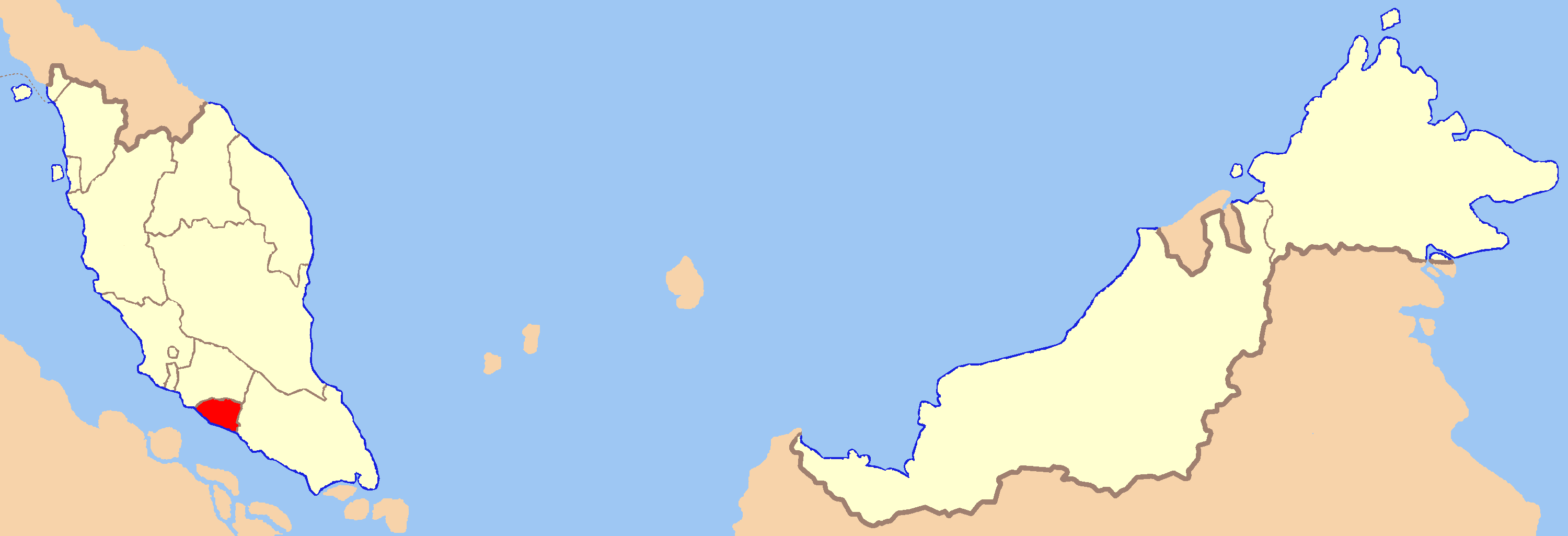
믈라카 주

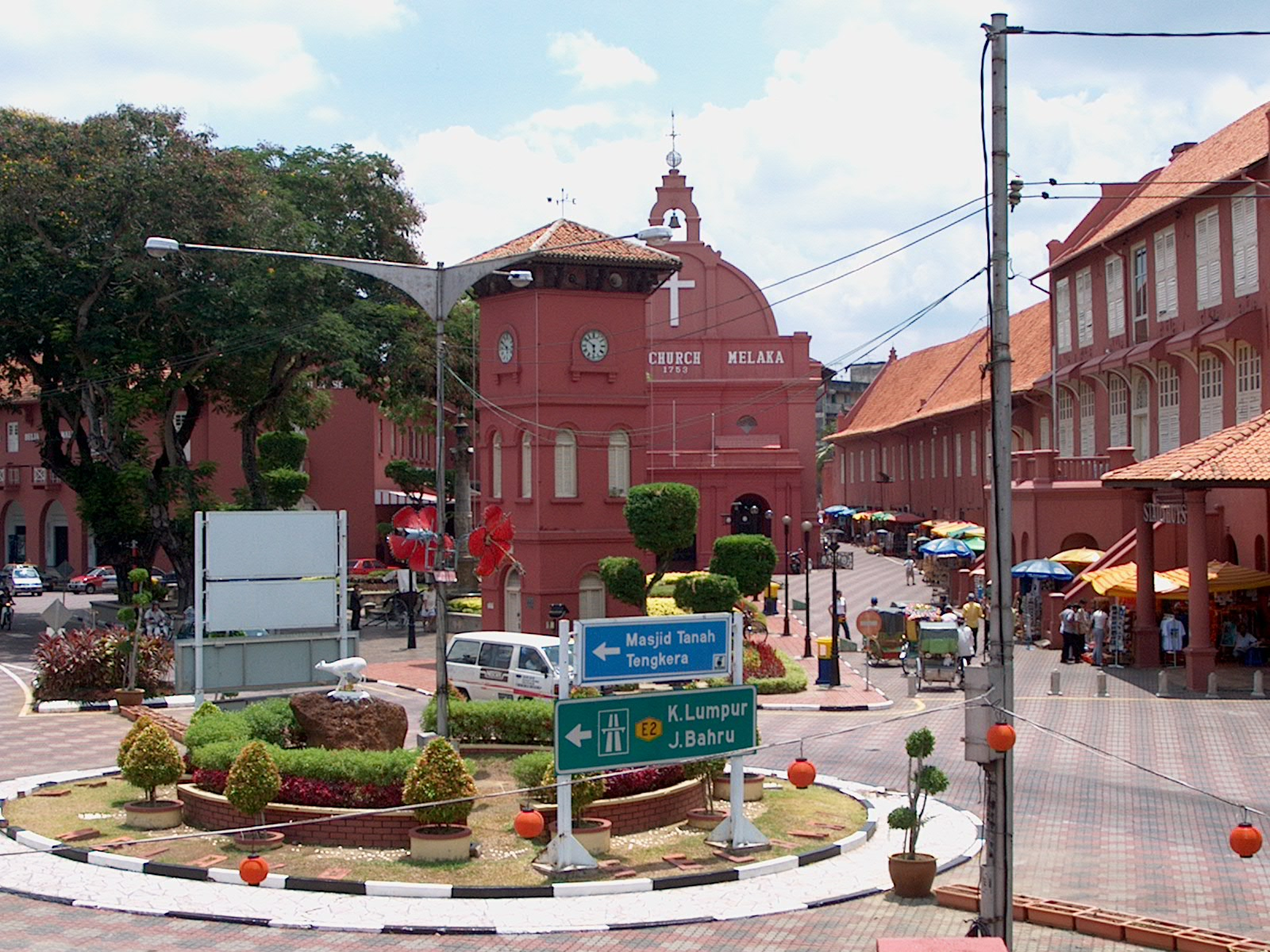
사디스(red building)，아시아에서 가장 오래된 네덜란드 건축물

믈라카주(ملاك, 중국어: 馬六甲 또는 麻六甲 또는 滿剌加, 영어: Malacca 또는 Melaka, 포르투갈어: Malaca)는 말레이시아를 구성하는 13개의 주 가운데 하나로, 주도는 믈라카 시(Malacca city)이며 인구는 788,706명(2010년 기준), 면적은 1,664km2, 인구밀도는 474명/km2이다. 믈라카 주에 거주하는 주민 가운데 57%는 말레이인이며 32%는 중국인이다. 말레이 반도의 서남부 말라카 해협에 위치하여 있다. 인도네시아의 수마르타와 마주보고 있으며, 북쪽에는 느그리슴빌란 주, 동남부에는 조호르 주가 있다.
14세기에 수마트라섬에서 온 파라메스바라가 이곳을 중심으로 이슬람 왕국을 건설하였으며, 그 지리적 조건으로 동서무역의 중계지로 번창하였다. 1511년 아시아에 진출한 포르투갈이 왕국을 멸망시키고 아시아 최초의 유럽 식민지로 만들어 향료 무역을 독점하고 가톨릭 선교의 기지로 삼았다. 그 후 1641년 네덜란드가 빼앗아 해협을 지배하였고, 1824년부터는 영국이 통치하였다.
이러한 각국의 쟁탈사는 결과적으로 말라카에 많은 사적을 남겼는데, 세인트폴 언덕의 유적을 비롯하여 세인트존 언덕의 성채가 그것이며, 이 밖에 박물관도 있다. 화교 활동의 중심지이기도 하였으나, 현재는 싱가포르에 밀려 있다. 동서양의 중심에 위치하여 관광지로도 각광 받는다. 시파단 섬 등은 트럼펫 피시(trumpet fish) 등 다양한 해양 생물이 살고 있는 곳이다. UNESCO에 따르면 2008년 7월 7일 캐나다에서 열린 세계 문화 유산 대회에서, 세계 유산의 하나로 믈라카 시가 등재되었다.

## 역사

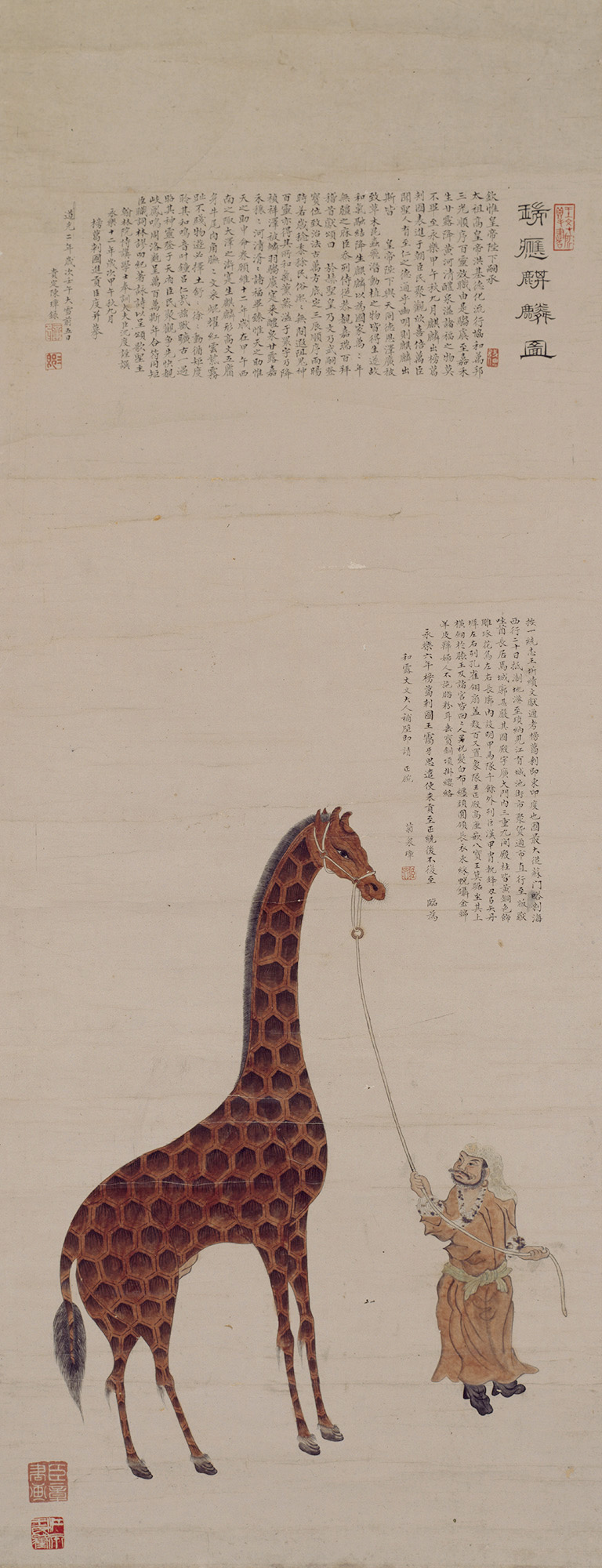
역사상의 그림

믈라카는 한(漢)대에서 당(唐)대에 이르기까지 가라부사(哥羅富沙)라고 불렸다. 당(唐) 永徽(650年-655年）때，5색의 새(五色 鹦鹉)를 조공하였다.
영락제 때부터 선덕(宣德)까지의 기간에 정화(郑和)는 말레카(马六甲)에 큰 진영(大本营)을 짜고，성벽(城墙), 배책(排栅) 및 고루(鼓楼), 각루(角楼)를 쌓고，창고를 건설하여 돈과 쌀 등 각종 재화를 저장하였다.
정화(郑和)의 유적이 지금까지 많이 남아 있으며，삼보산(三寶山)은 정화가 믈라카에서 진영을 갖춘 곳이다. 정화가 우물을 파도록 한 삼보정(三寶井)이 남아 있다. 삼보묘 주변에는 항일기념비(抗日紀念碑)，장개석(蔣介石)이 쓴 충정족식(「忠貞足式」) 4글자의 비문이 있다.

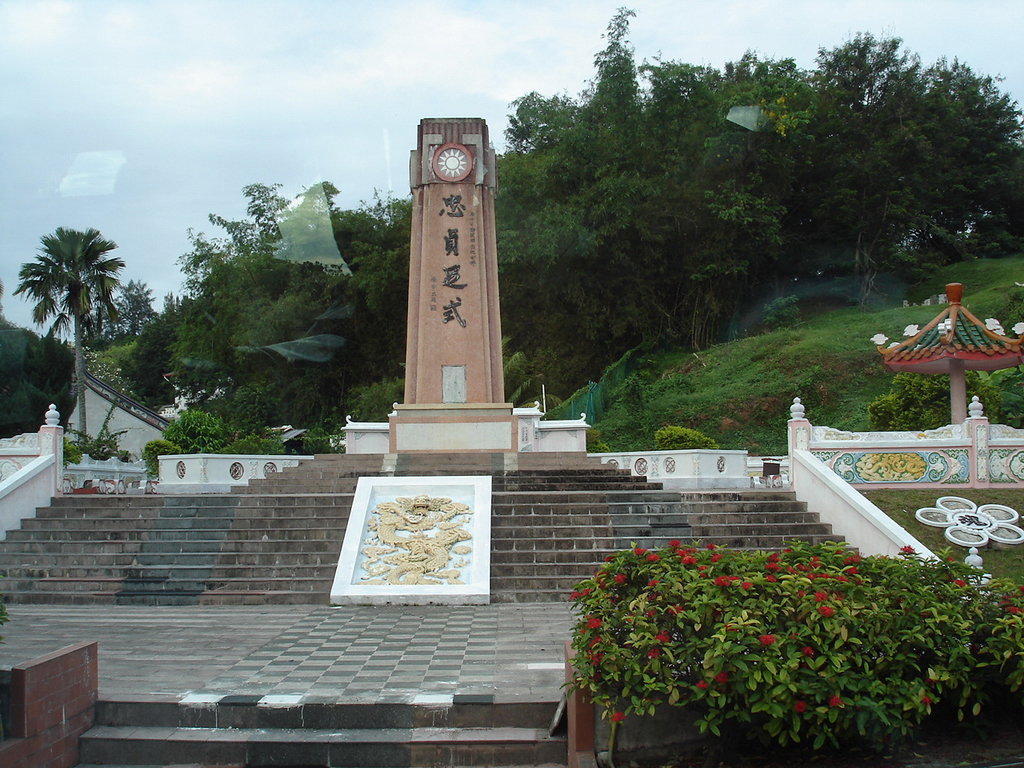
충정족식(忠貞足式)비(碑)

### 믈라카 왕조
.
Parameswara(拜里迷苏拉在）는 1414년 이슬람교를 통해，술탄국(믈라카 왕조)를 세웠다.1446년부터 1456년에，Tun Perak(敦霹雳）수상이 저당을 시도하였다..
전략적 요충지인 탓에，정화의 대원정 때 중요한 기지로 사용되었다. 말레이 역사에는 항리포 공주(Puteri Hang Li Poh, 汉丽宝公主) 및 5백명의 수행인이 도착하여，만술샤 술탄(Sultan Mansur Shah, 통치연도: 1456~1477）에게 시집 왔다고 기록되어 있다. 500명의 수행인들도 현지인들과 결혼하여 Bukit China（차이나 산 또는 삼보산, 支那山，三保山）에 정착하였다. 그들의 후예를 Peranakan(娘惹)이라고 부르며，이후에 말레이시아 전국 각지로 흩어져，삔 성(槟城)과 싱가포르에 주로 살고 있다.

### 식민지 시대
1511년 8월 24일，믈라카는 포르투갈에 정복된다.
예수회 선교사 프란시스코 세비어(方济各·沙勿略) 등이 1545년, 1546년 및 1549년에 말레카에 몇 달 동안 머물렀다.
1641년，네덜란드 사람이 조호르의 술탄에게 도움을 받아，포르투갈의 믈라카를 공격하여 점령한다. 
네덜란드가 1641년부터 1795년까지 통치하며，무역 중심지로 발전하지는 못하였으나，인도네시아의 바타비아 통치에 중심지가 되었다.
1824년 영국과 네덜란드 간의 조약(英荷条约)을 통해, 영국에게 할양된다.1826년부터 1946년까지 말라카는 영국 동인도회사，직할식민지，싱가포르과 빈청(槟城)을 포함하는 해협식민지의 순으로 통치되었다. 직할식민지가 취소된 뒤，말레이 연방（지금의 말레이시아）에 속하게 되었다.

## 인구
종족분포는 말레이인: 50%, 화교: 40%, 인도계 등이 있다.

## 교통
산미랑(森美兰) 주 남부의 탐핀(Tampin) 및 풀라우 세방(普罗士邦, Pulau Sebang)에 인접하여 있다.
말레카 시 북쪽으로 약 30km 떨어진 곳에，말라카 유일의 기차역이 있다. 제이차세계대전 전부터 이용되었으나，일본군에게 파괴되어 사망철로(死亡铁路)라고 불렸다. 역사 유적으로서 아직 복구되지 않았다.
말라카의 버스 터미널은 콸라룸푸르(Kuala Lumpur), 조호 바루(新山, Johor Bahru) 및 말레이반도의 각 곳으로 연결된다.

## 경제
말라카 주의 양대 산업은 관광업과 제조업이다. 말라카 주의 구호는 "믈라카 관광이 곧 말레이시아 관광"（영어: Visiting Melaka Means Visiting Malaysia, 말레이시아어: Melawat Melaka Bererti Melawati Malaysia）. 풍부한 문화유산 및 역사 유적이 남아 있다.
제조업으로는 하이 테크놀로지 무기, 자동차, 전자, 컴퓨터 등이 있다. 23개 이상의 공업단지가 있으며，미국, 독일, 일본, 타이완, 싱가포르의 공장들이 500개 이상 있다.

## 주 정부
말레이에서 현재 각 주의 술탄은 없다. 믈라카주의 행정원수(行政元首,Chief Minister)는 믈라카 주의 주의회 및 주행정의회(EXCO)에서 관리한다. 주의회는 주의 최고 입법기관이다. 주 행정회의는 집권당의 주 행정의원으로 구성된다. 임기는 5년이며，주의회에 대하여 책임을 부담한다.

## 문화

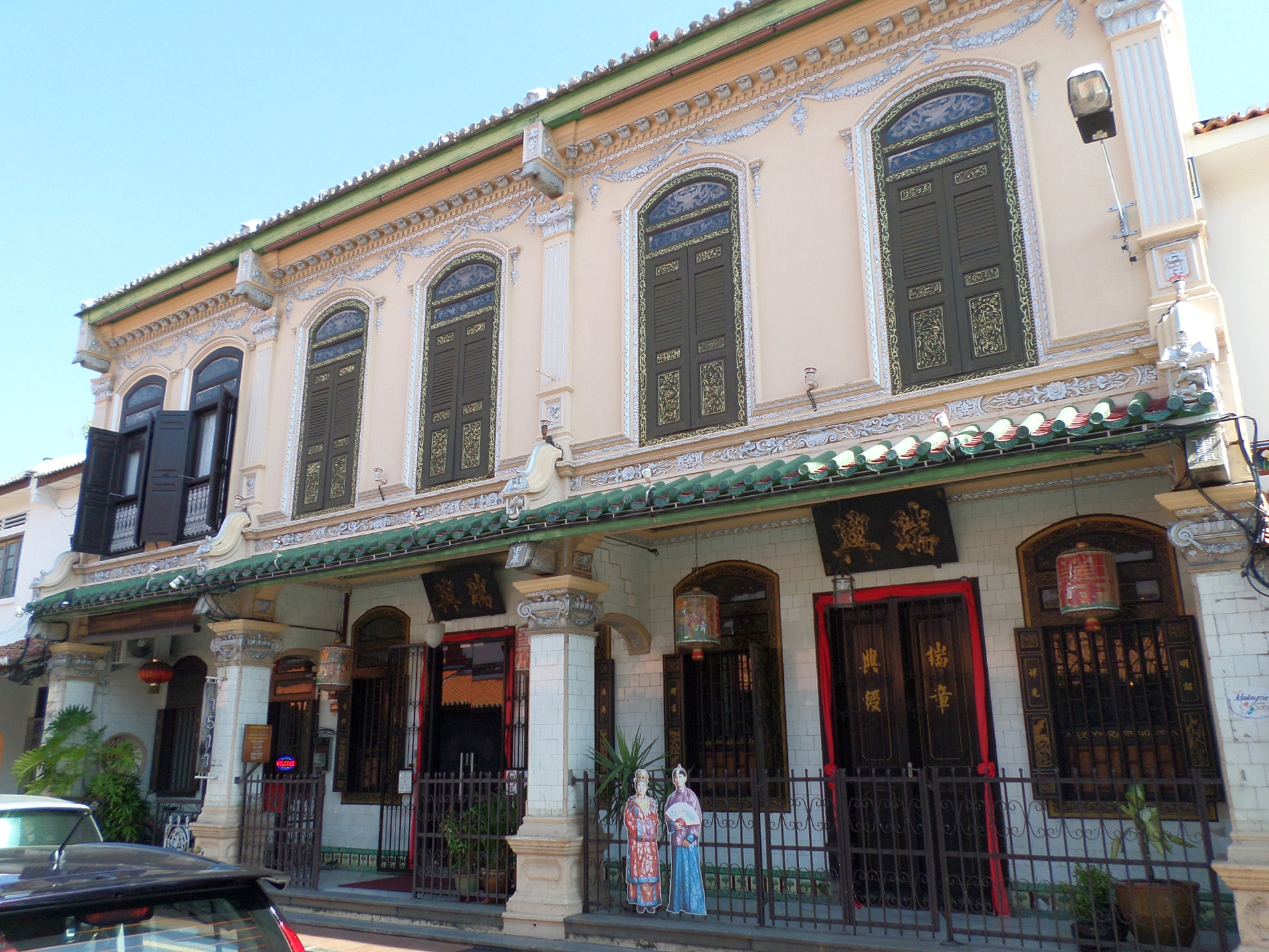
믈라카 페리나칸(侨生,娘惹)의 방

음식 등 각종 문화가 융합된 교생(侨生, 娘惹)의 미식(美食)이 발달하였다.
지금까지도 많은 사람들이 포르투갈 통치 이래로 고대 전통의식(古代传统仪式)들 즉，"Intrudu" (가톨릭의 사순절 시작), "branyu" (전통 춤) 및 "Santa Cruz" (연 1회의 가두(街头) 경축일) 등이 남아 있다.

### 명승 고적

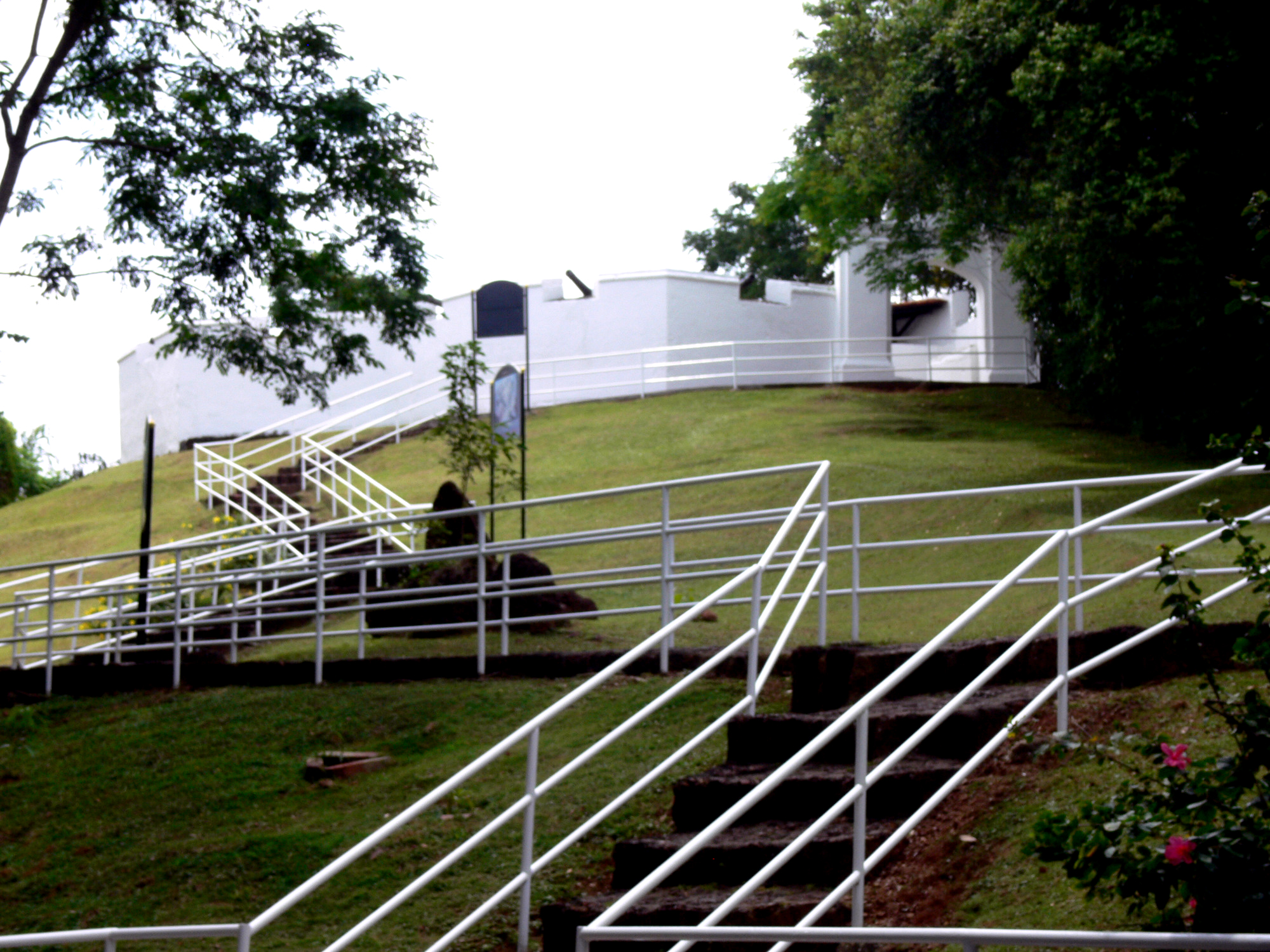

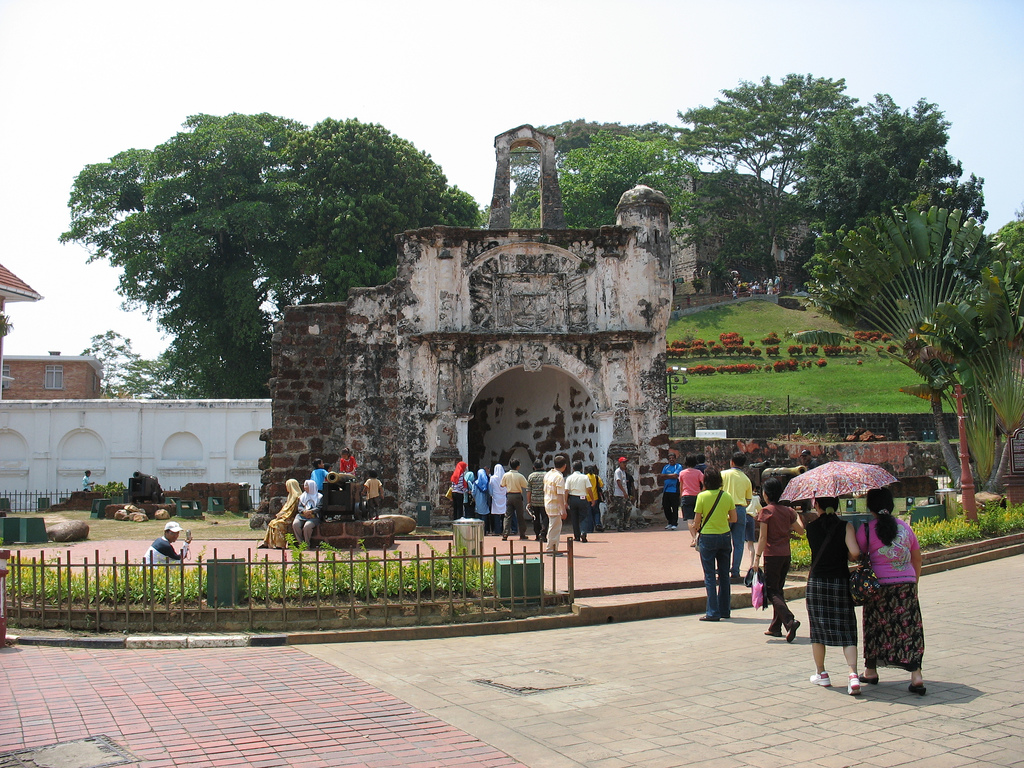
1808년부터 스탠포드 래플스의 간섭으로，영국인

### 자연 공원
- 말라카 강
- Ledang 산
- Klebang 비치
- Pengkalan Balak 비치
- Jonker Walk 세계 문화 유산 공원

### 관심 장소 및 명소
- Huskitory
- 강변 산책
- Morten 마을
- 세인트 폴 힐 교회
- Jonker Street
- 멜라 카 차이나 타운
- 붉은 광장 (네델란드 광장)
- Woof 우프 역
- Encore 말라카
- Skydeck Hatten City 말라카
- Chetti 마을
- Casababa Gallery
- 과달 루페 성모 교회
- 8 Heeren 스트리트 헤리티지 센터
- Stadthuys
- Menara Taming 사리
- 술탄 궁전, 말라카
- 퀸 빅토리아 분수
- 차이나 힐
- 말라카 열대 과일 농장

### 박물관
- 바바 & Nyonya 문화 유산 박물관
- 말라카 역사 및 민족지 박물관
- Perbadanan Muzium 말라카
- 해협 중국 보석 박물관 말라카
- 센토사 빌라 (말레이시아 생활 박물관)
- Cheng Ho 문화 박물관
- 말라카 박물관 홈
- 독립 기념관
- 해저 박물관
- 말레이시아 건축 박물관
- Royal Malaysian 세관 박물관
- Illusion 3D Art Gallery
- 주지사 박물관
- 말레이시아 교도소 박물관
- 민주 정부 박물관
- Muzium Kecantikan
- 재미 공원 박물관
- 마술 미술관

### 종교적인 사이트
- 말라카 해협 모스크
- 쳉 T 탱 (Cheng Hoon Teng) 사원
- 성 베드로 교회
- 기독교 교회
- 캄퐁 클링 모스크
- 성 프란시스 자비에르 교회
- 스리랑카 Sri Poyyatha Vinayagar Moorthy Temple
- Kampung Hulu 모스크
- Xiang Lin Si 사원
- 말라카 중국어 모스크

말라카 주에서 제공하는 관광지도가 있다.

## 대학교
- 말레이시아 기술 대학교(马来西亚技术大学)（University of Technical Malaysia）
- 마라 테크놀로지 대학교(玛拉工艺大学)（MARA University of Technology）
- 국립 과학기술 대학교 대학(国立科技大学学院)（National Technical University College of Malaysia）
- 콸라룸푸르 대학교 화학 및 생명공학 캠퍼스(吉隆坡大学化学与生物工程分校)（Kuala Lumpur University, Malaysian Institute of Chemical and BioEngineering Technology）
- 말레이시아 해양 아카데미(大马海洋学院)(Malaysia Maritime Academy)
- 말레이시아 비행 아카데미(大马飞行学院)(Malaysia Flying Academy)
- 말라카 인도 의약 대학(马六甲-印度医药学院)（Melaka-Manipal Medical College）
- 멀티미디어 대학교 말라카 캠퍼스(多媒体大学马六甲校园)（Multimedia University, Melaka Campus）
- 독립 중국어 교육 시스템:말라카 배풍 중학교(獨立華文教育體系:馬六甲培風中學)
- Advanced Technology Trainning Centre (ADTEC) Melaka（）

## 유명한 상가
영웅광장(英雄广场)（Dataran Pahlawan，简称DP）

## 우호 도시
- 리스본, 포르투갈 (1984년 1월 19일)[17]
- 쿠알라 룸푸르, 말레이시아(1989년 4월 15일)[18]
- Hoorn, 네덜란드 (1989년 11월 8일)[19]
- 발파 라 이소, 칠레 (1991년 6월 23일)[20]
- 난징, 중국 (2002년 9월 18일)[21]
- 중국 창사 (2004)[22]
- 사와 누도, 인도네시아 인 (2004년 10월 8일)[23]
- 파통 반얀, 인도네시아 인 (2006)[24]
- 자카르타 올드 타운, 인도네시아 (2014년 12월 12일)[25]
- 광둥, 중국 (2015년 9월 21일)[26]

## 우호도시
- 대한민국 광주광역시

## 같이 보기
- 믈라카 술탄국